# Bram Van Deputte
Bram Van Deputte is een Vlaams televisiepresentator en journalist.

## Biografie
Bram Van Deputte ging in 2007 aan de slag bij de VMMa als presentator op de jongerenzender JIM, waar hij verschillende programma's presenteerde. Bekendheid verwierf hij vooral vanaf het najaar 2010, toen hij op VTM startte met de presentatie van het showbizzmagazine De dagshow, samen met An Lemmens en Evi Hanssen. Vanaf het najaar 2011 tot en met het najaar 2012, presenteerde hij afwisselend met Katja Retsin en Dina Tersago een nieuw, gelijkaardig programma, getiteld Voor De Show.
Na de stopzetting van Voor De Show verdween Van Deputte van het scherm om voor de sportredactie van VTM Nieuws te gaan werken. Sedert het najaar 2013 is hij redacteur voor het productiehuis Alaska TV, dat programma's voor de VRT maakt.
Vanaf 2012 is Van Deputte iedere zomer actief als festivalreporter voor Proximus TV, een rol die hij voorheen ook bij JIM vervulde.

## Presentatie

### JIM
- Festivalitis (2007-2010)
- Going Out
- JIM Kot Deluxe
- Moviesnackx (2007-2010)

### VTM
- De dagshow (2010-2011)
- My Name Is..., seizoen 2 (2011)
- Voor de Show (2011-2012)

## Gastoptredens
In 2011 was hij te gast in de VRT-programma's Vrienden Van de Veire en De klas van Frieda.